# Jorge Valdívia
Jorge Luis Valdivia Toro (nascut el 19 d'octubre de 1983) és un futbolista xilè que ha jugat a la Sèrie A al club Palmeiras del Brasil, com a migcampista creatiu. Ha estat internacional amb Xile.